# Баянгол (сомон)
Баянгол (монг.: Баянгол) – сомон Селенгийського аймаку Монголії. Територія 1976 км кв, населення 5,6 тис. Центр – селище Баруунхараа розташований на відстані 160 км від Улан-Батора, у 170 км від Сухе-Батора. Більшу частину території займають невисокі гори заввишки 1500-2000 м. У південно-західній частині – долини річок Хараа, Жаргалант. Входить у лісостепову зону.

## Клімат
Різкоконтинентальний клімат, середня температура січня -20 °С, липня + 26°С. У середньому протягом року випадає 200-300 мм опадів. Ґрунт лісовий сіро-коричневий, темно-коричневий. Східна частина покрита лісом. У центральній і західній частині рослинність лісова, польова.

## Корисні копалини
Багатий залізною рудою, сировиною для будівельних матеріалів.

## Тваринний світ
Водяться ведмеді, вовки, рисі, лисиці та песці, дикі степові кішки, олені, козулі, зайці, тарбагани. Прилітають перелітні птахи.

## Соціальна сфера
45 тис. голів худоби (станом на 2007 р), є завод комбікормів, будівельний та залізничний цехи, залізничний вокзал, нафтобаза, школа, лікарня, культурний та торговельно-обслуговуючий центри.